# Acrobleps hygrophilus
Acrobleps hygrophilus är en spindelart som beskrevs av Hickman 1979. Acrobleps hygrophilus ingår i släktet Acrobleps och familjen Mysmenidae.
Artens utbredningsområde är Tasmanien. Inga underarter finns listade i Catalogue of Life.